# Campomanesia grandiflora

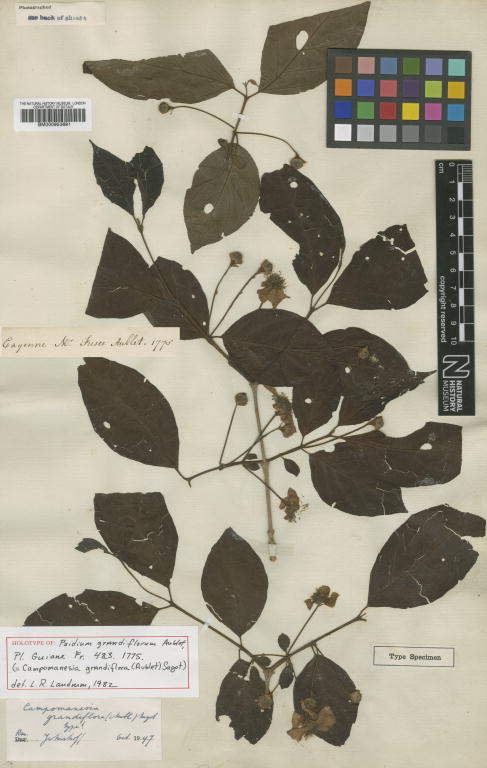
Imagem de uma Campomanesia Grandiflora

Planta Sul Americana nativa da Amazônia, Cerrado e Mata Atlântica. Foi descrita em 1885 por Sagot.

## Sinônimos
Lista de sinônimos segundo o Reflora:
- Basiônimo Psidium grandiflorum Aubl.
- Burcardia grandiflora (Aubl.) Raf.
- Heterotípico Campomanesia poiteaui O.Berg
- Homotípico Burchardia grandiflora (Aubl.) Raf.

## Morfologia e Distribuição
Árvore não endêmica do Brasil, presente no Acre, Amazonas, Amapá, Pará, Rondônia, Roraima, Tocantins Bahia e Maranhão. De casca esfoliante com lâminas papiráceas. Folhas entre 7.5 e 12 compr. (cm) mais da metade das folhas, domácia presente, base aguda e arredondada, margem inteira, pecíolos desenvolvidos. Inflorescência axilar, tipo uniflora e dicásio trifloro. Flor com sépalas triangulares e auriculadas, botão-floral aberto com 5 lobos, 5 pétalas e bractéolas lineares persistentes até os frutos. Fruto de cor verde,  imaturo, e amarelo, quando maduro e de 1-4 sementes por fruto.